# Мост Султана Мехмеда Фатиха
Мост Султана Мехмеда Фатиха (тур. Fatih Sultan Mehmet Köprüsü, англ. Fatih Sultan Bridge или Second Bosphorus Bridge) — второй висячий мост через Босфорский пролив. Он соединяет европейскую и азиатскую часть Стамбула.
Длина моста — 1510 метров, длина основного пролёта — 1090 м, ширина моста — 39 м, высота опор — 165 м над водой. От проезжей части до поверхности воды — 64 метра.
Строительство моста началось в 1985 году и завершилось в 1988 году. Мост был открыт 29 мая 1988 года, к 535-летию завоевания города, и назван именем завоевателя — султана Мехмеда Фатиха (Завоевателя). Мост был сооружён японскими строителями (в том числе компаниями IHI Corporation и Mitsubishi Heavy Industries) при участии итальянской Salini Impregilo и турецкой STFA Group. На строительство моста ушло 130 млн долларов США.
Ежесуточно через мост проходит более 150 тыс. единиц транспорта, перевозящих около 500 тыс. пассажиров. Проезд по мосту платный. Проход по мосту пешеходам закрыт в связи с тем, что мост регулярно пытались использовать для совершения самоубийства.

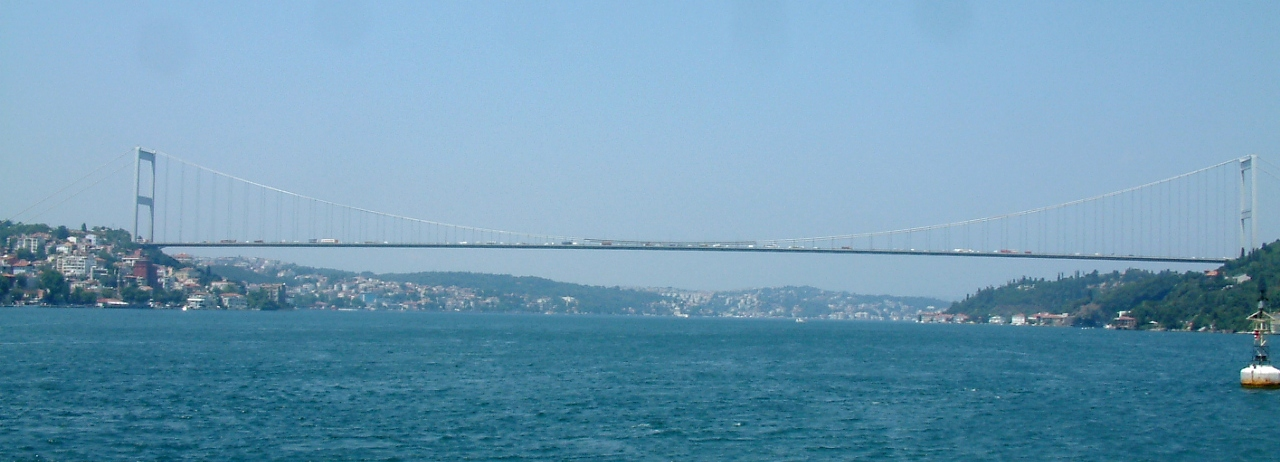